# آفرینش و تاریخ
اَلْبَدْءُ وَالتّاریخ (نوشته ۳۵۵ ه‍.ق)، که در زبان فارسی با نام آفرینش و تاریخ شناخته می‌شود، کتابی عربی از ابونصر مُطَهَّر بن طاهر مَقْدِسی دربارهٔ تاریخ از آغاز آفرینش تا رویدادهای زمان نگارش آن است. مقدسی این کتاب را برای یکی از امیران سامانی نوشت. نام مقدسی در کتاب نیامده و به همین خاطر، بعضی افراد مانند ابن وَردی و حاجی خلیفه، آن را به ابوزید احمد بن سهل بلخی نسبت داده‌اند. اما ثَعالِبی، ابوالْمَعالی رازی و بَناکَتی که از این کتاب بهره برده‌اند، آن را از مقدسی دانسته‌اند. مقدسی در نگارش این کتاب از منابع بسیاری مانند خدای‌نامه، سِیرُ الْعَجَم، تاریخ خورْزاد، کتابُ الْقِرْءانات، کتابُ الْخُرَّمیّه، کتابُ الْمُعَمَّرین، تاریخُ مُلوکِ الْیَمَن استفاده کرده است.

## محتوا
کتاب دارای ۲۲ فصل است که هر کدام نیز چند باب دارد. فصل‌های کتاب عبارتند از:
1. در تثبیت نظر و مهذب ساختنِ جدل؛
2. اثبات و یکتاییِ آفریدگار؛
3. صفات و اسماءِ خدا؛
4. تثبیت و ایجابِ رسالت و نبوت؛
5. آغازِ آفرینش؛
6. لوح و قلم و عرش و کرسی و فرشتگان و صور و صراط و میزان؛
7. آفرینشِ آسمان و زمین و آنچه در آن است؛
8. ظهورِ آدم و پراکنده‌شدنِ فرزندانش؛
9. فتنه‌ها و قیامت و گذشتِ جهان و وجوبِ رستاخیز؛
10. تاریخِ پیامبران؛
11. تاریخِ شاهان عرب و عجم تا بعثتِ پیامبر اسلام؛
12. تاریخِ ادیان و نِحْله‌ها و مذاهبِ هر کدام از اهلِ کتاب و غیر از ایشان؛
13. چگونگیِ زمین و حدودِ آبادی‌ها و شمارِ اقالیم و چگونگیِ دریاها و رودخانه‌ها و شگفتی‌های زمین و آفرینش؛
14. تاریخِ انسابِ عرب؛
15. تاریخِ مولدِ پیامبر اسلام و منشأِ وی و بعثتش تا هجرت؛
16. وارد شدنِ پیامبر به مدینه و سریّه‌ها و غزوه‌هایش تا هنگامِ وفات؛
17. شمایلِ پیامبر و خوی و سیرت و خصایص و آیین‌هایش؛
18. تاریخِ یارانِ پیامبر و اولی‌الامر از مهاجرین و انصار؛
19. مقالاتِ اهلِ اسلام؛
20. مدتِ خلافتِ صحابه و حوادث و فتوحی که در این دوران روی داد تا روزگارِ بنی‌امیه؛
21. فرمانرواییِ بنی‌امیه تا انتهایِ روزگارِ ایشان؛
22. وصفِ بنی‌هاشم و شماره‌ٔ خلفای بنی‌عباس از سال ۱۱۲ ه‍.ق تا حدودِ روزگار نویسندهٔ کتاب.[۲]

## به فارسی
محمّدرضا شفیعی کدکنی این کتاب را با نام «آفرینش و تاریخ» به فارسی درآورده است.